# Mister Brasil 2010
Mister Brasil 2010 foi a 6ª edição do tradicional concurso de beleza masculino de nível nacional de Mister Brasil. O concurso define o representante para os principais concursos de beleza masculinos do mundo, como o Mister Mundo, Mister Internacional e Manhunt Internacional. O certame deste ano foi novamente coordenado pelo empresário Henrique Fontes, sob a apresentação da jornalista Viviane Romanelli tendo seu ápice no Hotel Tivoli, localizado na cidade de São Paulo. Disputaram a faixa cerca de trinta e dois (32) aspirantes, que sagrou o gaúcho Jonas Sulzbach representante da Ilha dos Lobos, como o vencedor deste ano.

## Resultados

### Colocações
| Posição                                             | Candidato |
| --------------------------------------------------- | --- |
| Vencedor                                            | Ilha dos Lobos - Jonas Sulzbach |
| 2º. Lugar                                           | Ilha dos Marinheiros - Marlon di Gregori |
| 3º. Lugar                                           | Paraná - Rodrigo Gomes |
| 4º. Lugar                                           | Mato Grosso - Isaque Fioravante |
| 5º. Lugar                                           | Alcatrazes - Fábio Cimi |
| (TOP 12) Semifinalistas (Em ordem de classificação) | São Paulo - Caio Ribeiro Tocantins - Marcos de Lara Fernando de Noronha - Leo Romanzeira São Pedro & São Paulo - Roberto França Rio Grande do Sul - Luciano Devitt Santa Catarina - Bruno Faria Espírito Santo - Jhonny Monhol |

### Prêmios Especiais
- O concurso distribuiu os seguintes prêmios especiais este ano:[2]

| Premiação            | Candidato                            |
| -------------------- | ------------------------------------ |
| Mister Cordialidade  | Ilha dos Lobos - Jonas Sulzbach      |
| Beleza Com Propósito | Fernando de Noronha - Leo Romanzeira |
| Mister Popularidade  | Santa Catarina - Bruno Faria         |

### Prêmios de Patrocinadores
- Os patrocinadores distribuíram os seguintes prêmios este ano:

| Premiação             | Candidato                                |
| --------------------- | ---------------------------------------- |
| Mister Sorrident's    | Ilha dos Lobos - Jonas Sulzbach          |
| Mister Glamour        | Ilha dos Marinheiros - Marlon di Gregori |
| Mister Pageant Cafe   | Ilha dos Marinheiros - Marlon di Gregori |
| Mister Amizade Winner | São Paulo - Caio Ribeiro                 |
| Best Model L'Equipe   | Espírito Santo - Johny Monhol            |

## Juradas

### Final
Ajudaram a eleger o campeão:
1. Lucília Diniz, socialite;
2. Ana Carolina Madeira, ex-BBB;
3. Luciana Bertolini, Miss Mundo Brasil 2009;
4. Alicinha Cavalcanti, promotora de eventos;
5. Drª Lígia Kogos, médica dermatologista;
6. Bya Barros, arquiteta;

## Melhores por Região
Os candidatos mais bem colocados por região do País:
| Posição      | Candidato                       |
| ------------ | ------------------------------- |
| Centro-Oeste | Mato Grosso - Isaque Fioravante |
| Ilhas        | Ilha dos Lobos - Jonas Sulzbach |
| Nordeste     | Alagoas - Levy Justino          |
| Norte        | Tocantins - Marcos de Lara      |
| Sudeste      | São Paulo - Caio Ribeiro        |
| Sul          | Paraná - Rodrigo Gomes          |

## Candidatos
Disputaram o título este ano:
| - Acre - Felipe Louback - Alagoas - Levy Justino - Alcatrazes - Fábio Cimi - Amapá - Rafael Ortiz - Bahia - Alberto Bispo - Distrito Federal - Marcio Lusardo - Espírito Santo - Johnny Monhol - Fernando de Noronha - Leonardo Romanzeira - Ilha do Mel - Cícero Fonsêca - Ilha dos Lobos - Jonas Sulzbach - Ilha dos Marinheiros - Marlon di Gregori - Ilha Grande - Rafael Porphirio - Ilhabela - Rafael Moreti - Maranhão - Érico Moucherek - Mato Grosso - Isaque Fioravante - Mato Grosso do Sul - Gabriel Guimarães | - Minas Gerais - Diego Oliveira - Paraíba - Nicholas Jhansen - Paraná - Rodrigo Gomes - Pernambuco - Alcir Lima - Piauí - Ygor Siliati - Rio de Janeiro - Anton Vasconcellos - Rio Grande do Norte - Jussiê Dantas - Rio Grande do Sul - Luciano Devitt - Rondônia - Fábio Edson Vaz - Roraima - Allan Maiate - Santa Catarina - Bruno Faria - São Paulo - Caio Ribeiro - São Pedro e São Paulo - Roberto França - Sergipe - Bruno Damasceno - Tocantins - Marcos de Lara - Trindade e Martim Vaz - Westgave Santos |

## Histórico

### Trocas
- Alagoas - Marcos Alexandre Balleirini ► Levy Santos.
- Ilhabela - Edvaldo Santos ► Rafael Moreti.
- Mato Grosso do Sul - Silvio Brandalise ► Gabriel Guimarães.
- Santa Catarina - Uriel Picasso ► Bruno Faria.

### Curiosidades
- Caio Ribeiro (São Paulo) é irmão do Mister Brasil 2008, Vinicius Ribeiro.
- Guilherme Cruz (Atol das Rocas), teve que deixar a competição por causa de um acidente de moto.
- Leonardo Romanzeira (Fernando de Noronha) participou do reality show No Limite 2 da Rede Globo.
- Allan Maiate (Roraima) representou Fernandópolis no Mister São Paulo 2009 e foi um dos semifinalistas.
- Bruno Damasceno (Sergipe) representou o Brasil no Best Model of the World na Bulgária e conquistou o 3º. Lugar.
- Rodrigo Gomes Simoni (Paraná) foi um dos participantes do reality show Big Brother Brasil 11, terminando em 5º. Lugar.[4]
- Um ano depois, foi a vez do vencedor Jonas Sulzbach (Ilha dos Lobos) participar na 12ª. edição, parando em 3º. Lugar.[5]
- Fábio Nogueira (Rondônia), ficou em 2º. Lugar no Mister Mato Grosso 2009.

### Designações
- Jonas Sulzbach (1º. Lugar) representou o Brasil no Mister Mundo 2010, realizado em Incheon, na Coreia do Sul e parou no Top 15.[6]
- Marlon di Gregori (2º. Lugar) representou o Brasil no Manhunt Internacional 2010, realizado em Taichung, em Taiwan e ficou em 3º. Lugar.[7]
- Caio Ribeiro (6º. Lugar) representou o Brasil no Mister Internacional 2010, realizado em Jacarta, na Indonésia e ficou em 2º. Lugar.

## Crossovers
| Mister Brasil - 2001: Fernando de Noronha - Leo Romanzeira (5º. Lugar) - (Representando o estado do Amazonas) - 2007: Amapá - Rafael Ortiz (Top 13) - (Representando o estado do Amapá) - 2007: Tocantins - Marcos de Lara (Top 13) - (Representando o estado do Mato Grosso do Sul) - 2008: Ilha dos Marinheiros - Marlon Di Gregori (Semifinalista) - (Representando o estado do Rio Grande do Sul) | Manhunt Internacional - 2001: Fernando de Noronha - Leo Romanzeira (Semifinalista) - (Representando o Brasil em Beijing, na China) Best Model of the World - 2009: Sergipe - Bruno Damasceno (3º. Lugar) - (Representando o Brasil em Sofia, Bulgária) |

## Ligações Externas
- Site do Mister Mundo (em inglês)
- Site do Concurso Nacional de Beleza